# Non causae ut causae
Em lógica filosófica, non causae ut causae é uma falácia argumentativa da falsa proclamação de vitória. Segundo Arthur Schopenhauer é o uso de respostas tolas por parte do adversário aproveitando-se de sua timidez ou ingenuidade, tentando passar a falsa certeza de ter-se vencido o debate. Pode também ser executada na forma de castigar o oponente com muitas perguntas e, mesmo sem obter respostas favoráveis, ou mesmo mínimas respostas, proclamar-se o reconhecimento da tese apresentada. É também chamada fallacia non causae ut causae (tratar como prova o que não é prova). 